# Tierpark Ströhen
Koordinaten: 52° 32′ 11″ N, 8° 42′ 34″ O
Der Tierpark Ströhen ist ein privat geführter Zoo im Ortsteil Ströhen der Gemeinde Wagenfeld im niedersächsischen Landkreis Diepholz.

## Beschreibung
Der 1959 eröffnete private Tierpark liegt in einem großen Park-, Wald- und Wiesengelände rund um einen alten niedersächsischen Bauernhof, der seit mehreren Hundert Jahren in Familienbesitz ist. In dem Naturtierpark mit natürlichen Freianlagen und weitläufigen Gewässern werden auf einem Gelände von 30 Hektar über 600 Säugetiere und Vögel aus fünf Kontinenten für Besucher präsentiert. Im Gestüt mit einer Gesamtfläche von 160 Hektar werden zusätzlich 200 Pferde betreut. Zum Servicebereich gehören ein Restaurant, ein Café und ein Kiosk. Alljährlich kommen mehr als 100.000 Besucher.

## Tierbestand
- Im ersten Teil des Tierparks finden sich exotische Säugetiere und Vögel. Zum Tierbestand mit über 50 Arten gehören unter anderem Tiger, Pumas, Tapire, Affen, Lamas, Kängurus und Alpakas. An Vögeln werden u. a. Strauße, Kraniche, Reiher und Flamingos gehalten.
- Der Waldteil beheimatet einheimische, europäische Tierarten. Kennzeichnend für diesen Bereich sind große Gehege für Hirsche und andere Huftiere, aber auch viele kleinere im Park verteilte Käfige und Volieren.
- Dem Naturtierpark ist ein international bekanntes Arabergestüt (Vollblutaraber) angegliedert, das größte private Europas, das auch besichtigt werden kann.

## Attraktionen
- Mit Pferden finden jedes Jahr Shows statt, z. B. ein Weihnachts-Zirkus, eine Gestütschau und Internationale Tage des Arabischen Pferdes.
- Auf der „Streichelwiese“ können Kinder die verschiedenen Haustierarten (z. B. Hühner, Ziegen- und Schaflämmer) hautnah erleben. Futter ist am Kiosk erhältlich.
- Der Spielplatz ist mit Rutschen, Wippen, Kinderkarussels und Sandkasten ausgestattet. Dazu gehört ein Rallye-Parcours. Dort können Kinder „Klettern wie eine Spinne“, „Hangeln wie ein Gibbon“ oder „Springen wie ein Hase“.